# Сельское поселение Огудневское
Се́льское поселе́ние О́гудневское — упразднённое муниципальное образование в составе Щёлковского района Московской области.

## Общие сведения
Административный центр — деревня Огуднево. Почтовый индекс населённых пунктов поселения 141133 или 141135, телефонный код +7-496-56. Телефоны администрации: (496-56) 3-43-17 и 3-43-15.

## История
Образовано в ходе муниципальной реформы, в соответствии с Законом Московской области от 28.02.2005 года № 83/2005-ОЗ «О статусе и границах Щёлковского муниципального района, вновь образованных в его составе городских и сельских поселений и существующих на территории Щёлковского района Московской области муниципальных образований».
Законом Московской области № 258/2018-ОЗ от 28 декабря 2018 года, с 9 января 2019 года все городские и сельские поселения Щёлковского муниципального района были упразднены и объединены в новое единое муниципальное образование городской округ Щёлково.

## География
Сельское поселение Огудневское располагается на северо-востоке Московской области в северо-восточной части Щёлковского района. На юго-западе граничит с Трубинским сельским поселением, на юге — с Анискинским сельским поселением, на северо-востоке — с городским поселением Фряново, на северо-западе — с Ногинским районом Московской области. Через поселение проходят Фряновское шоссе Р110 и Московское малое кольцо («Первая Бетонка») А107. Площадь территории сельского поселения — 17 567 га.
По территории поселения протекает река Воря (приток Клязьмы) и её притоки Лашутка и Пружёнка, а также находится Чёрное озеро — один из немногих водоёмов Щёлковского района, в котором Роспотребнадзором разрешено купание.

## Население
| 2006  | 2007  | 2008  | 2009  | 2010  | 2011  | 2012  |
| ----- | ----- | ----- | ----- | ----- | ----- | ----- |
| 3500  | ↗3675 | ↘3667 | ↘3648 | ↘3561 | ↗3575 | →3575 |
| 2013  | 2014  | 2015  | 2016  | 2017  | 2018  | 2019  |
| ↘3507 | ↗3544 | ↗3555 | ↗3569 | ↗3590 | ↘3567 | ↘3555 |

## Состав сельского поселения
| №  | Населённый пункт         | Тип населённого пункта          | Население |
| -- | ------------------------ | ------------------------------- | --------- |
| 1  | Аксиньино                | деревня                         | ↘111      |
| 2  | Воря-Богородское         | деревня                         | ↘121      |
| 3  | Вторая Алексеевка        | деревня                         | ↘19       |
| 4  | Душоново                 | село                            | ↗223      |
| 5  | Каблуково                | деревня                         | ↗135      |
| 6  | Клюквенный               | посёлок                         | ↗555      |
| 7  | Малые Жеребцы            | деревня                         | →24       |
| 8  | Малые Петрищи            | деревня                         | ↘81       |
| 9  | Огуднево                 | деревня, административный центр | ↘1155     |
| 10 | Огудневского лесничества | посёлок                         | ↘27       |
| 11 | Первая Алексеевка        | деревня                         | ↘55       |
| 12 | Петровское               | село                            | ↗865      |
| 13 | Протасово                | деревня                         | ↘190      |

## Православная церковь
В сельском поселении Огудневское имеется несколько действующих храмов и приходов Русской православной церкви. Они относятся к двум благочинническим округам Московской епархии: Щёлковскому и Лосино-Петровскому:

### Щёлковское благочиние
Село Каблуково:
- Церковь Спаса Нерукотворного (1785).
- Церковь пророка Илии (2002), деревянная, приписанная к церкви Спаса Нерукотворного.
- Часовня блаженной Матроны Московской (1999), деревянная, приписанная к церкви Спаса Нерукотворного.

Деревня Воря-Богородское:
- Покровская церковь

### Лосино-Петровское благочиние
Село Душоново:
- церковь Тихвинской иконы Божией Матери (1839)
- церковь иконы Божией Матери «Утоли моя печали»
- часовня святого Николая

Деревня Малые Петрищи:
- Алексиевская церковь (2009)

Село Петровское:
- Спасский храм (1828)

## Топографические карты
- * Лист карты O-37-137 Загорск. Масштаб: 1 : 100 000. Состояние местности на 1984 год. Издание 1985 г.

## Примечание
В различных источниках в наименованиях типов населённых пунктов деревня или село имеются существенные разночтения. Наличие или отсутствие в населённом пункте прихода или церкви (в том числе, в прошлом) также не позволяет прийти к однозначному ответу в этом отношении.